# Asociación Deportiva Atenas de Córdoba (basket-ball)
Maillots
L'Asociación Deportiva Atenas de Córdoba, ou AD Atenas, est un club omnisports argentin. Sa section basket-ball évolue en Liga Nacional de Básquetbol, soit le plus haut niveau du championnat argentin. Le club est basé dans la ville de Córdoba.

## Palmarès
| Compétitions nationales | Compétitions internationales |
| - Championnat d'Argentine - Champion (9) : 1987, 1988, 1990, 1991-1992, 1997-1998, 1998-1999, 2001-2002, 2002-2003, 2008-2009. - Vice-champion (7) : 1985, 1989, 1992-93, 1995-1996, 1999-2000, 2009-2010, 2010-2011. - Coupe d'Argentine : - Vainqueur (1) : 2008. - Finaliste (2) : 2002, 2003. - Torneo Súper 8 : - Vainqueur (1) : 2010. - Finaliste (1) : 2009. - Torneo Top 4 : - Vainqueur (1) : 2003-2004. - Finaliste (1) : 2002 (I). - Torneo Copa de Campeones : - Vainqueur (1) : 1998, 1999. - Finaliste (1) : 2000. | - Liga Sudamericana : - Vainqueur (3) : 1997, 1998, 2004. - Finaliste (1) : 2000. - Championnat panaméricain : - Vainqueur (1) : 1996. - Finaliste (2) : 1993, 1997. - Coupe d'Amérique du Sud des clubs : - Vainqueur (2) : 1993, 1994. - Finaliste (2) : 1988, 1991. |

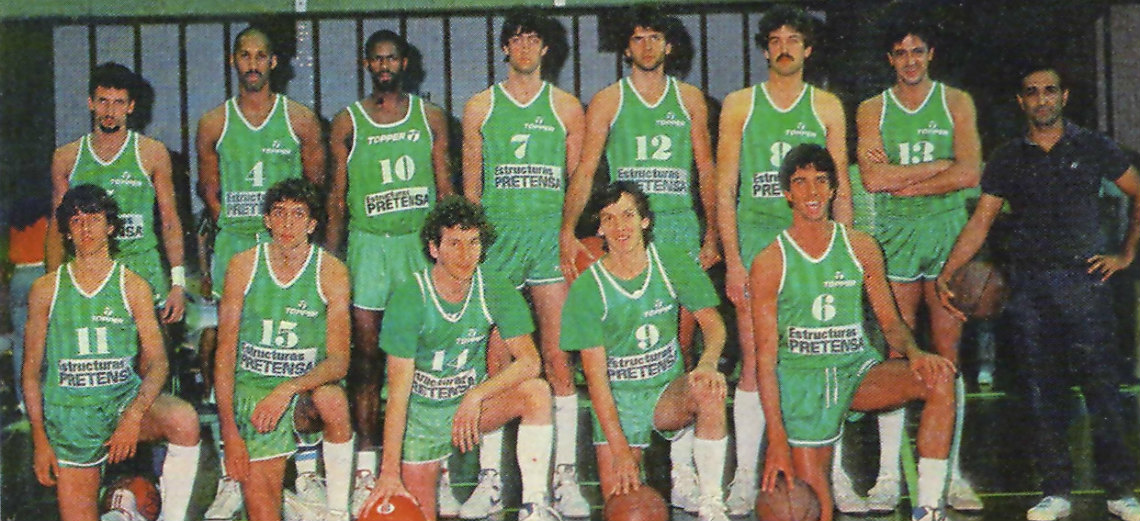
Atenas, 1987.

## Entraîneurs
- Oscar "Huevo" Sánchez
- Horacio Seguí
- Mario Milanesio
- Medardo Ligorria
- Pablo Coleffi
- Enrique Tolcachier
- Carlos Bualo
- Sebastián González
- ?-1994 :  Walter Garrone
- ? :  Horacio Seguí
- 2008-2010 :  Rubén Magnano
- 2011-2012 :  Néstor García
- ?-nov. 2014 :  Héctor Da Pra
- Déc. 2014-déc. 2015 :  Gustavo Miravet
- Déc. 2015-juin :  Carlos Romano
- Juin-oct. 2016 :  Adrián Capelli
- Mai-déc. 2021 :  Sebastián Saborido
- :  Claudio Arrigoni

## Joueurs marquants du club
- Fabricio Oberto
- Marcelo Milanesio
- Wálter Herrmann
- Raymond Brown
- Héctor Campana
- Diego Ossela
- Juan Espil